# Liste der Monuments historiques in Pont-Croix
Die Liste der Monuments historiques in Pont-Croix führt die Monuments historiques in der französischen Gemeinde Pont-Croix auf.

## Liste der Bauwerke
| Bezeichnung                                                                   | Beschreibung | Standort                   | Kennzeichnung | Schutzstatus | Datum | Bild           |
| ----------------------------------------------------------------------------- | ------------ | -------------------------- | ------------- | ------------ | ----- | -------------- |
| Kirche Notre-Dame-de-Roscudon mit den Fenstern Leben Jesu und Passionsfenster |              | Place de l’Église (Lage)   | PA00090294    | Classé       | 1862  | weitere Bilder |
| Maison du Marquisat                                                           |              | 6, rue de la Prison (Lage) | PA00125342    | Inscrit      | 1993  | weitere Bilder |

## Liste der Objekte
- Monuments historiques (Objekte) in Pont-Croix in der Base Palissy des französischen Kultusministerium